# Santa Marina del Rey
Santa Marina del Rey é um município da Espanha na província de León, comunidade autónoma de Castela e Leão, de área 45,64 km² com população de 2350 habitantes (2004) e densidade populacional de 51,49 hab/km².

## Demografia
| Variação demográfica do município entre 1991 e 2004 | Variação demográfica do município entre 1991 e 2004 | Variação demográfica do município entre 1991 e 2004 | Variação demográfica do município entre 1991 e 2004 |
| --------------------------------------------------- | --------------------------------------------------- | --------------------------------------------------- | --------------------------------------------------- |
| 1991                                                | 1996                                                | 2001                                                | 2004                                                |
| 2816                                                | 2689                                                | 2517                                                | 2350                                                |